# Flexible Display Interface
Гнучки́й інтерфе́йс моніто́ра або FDI (англ. Flexible Display Interface) — інтерфейс, створений Intel для зв'язку інтегрованого графічного процесора з версією південного мосту (PCH), через доданий роз'єм якого може відбуватися зв'язок з додатковим монітором. Інтерфейс відповідає стандарту DisplayPort. Він підтримує 2 незалежних з'єднання / канали / конвеєри, в яких передача даних відбувається 4-розрядними числами з фіксованою частотою на швидкості до 2,7 Гб/с. Вперше він був використаний у 2010 році з процесорами Core i3, i5 і південними мостами H55, H57, Q57, 3450. FDI залучених процесорів вимагав підтримки FDI з боку південного мосту для того, щоб використовувати функцію вбудованого графічного контролера. Плати на базі P55, PM55, P67 не зможуть скористатися графічним контролером, присутнім на пізніших процесорах.
FDI здатність пари південного мосту та процесора не може використовуватися без наявності відповідних роз'ємів відео на материнській платі.
Список чипсетів Intel, які підтримують FDI, дивись на сторінці Список чипсетів Intel#Чипсети серій 5/6/7/8.
Процесори Intel, які підтримують FDI, передбачені в мікроархітектурах Westmere, Sandy Bridge, Ivy Bridge, Haswell.